# Olga Wever
Olga Wever (in russo Ольга Вевер?, Ol'ga Vever; ... – Mosca, novembre 1917) è stata una rivoluzionaria lettone, caduta durante la presa del Cremlino nei giorni dei combattimenti per l'instaurazione del potere sovietico a Mosca all'indomani della Rivoluzione d'ottobre.

## Biografia
Dopo l'occupazione tedesca della Lettonia nella prima guerra mondiale fuggì giovanissima a Mosca, dove lavorò come sarta in fabbrica e iniziò a recitare nel teatro operaio lettone, di cui divenne una delle interpreti più popolari. Nel frattempo collaborò con i bolscevichi al giornale in lingua lettone Sociāldemokrāts ed entrò a far parte delle Guardie rosse in qualità di infermiera. Partecipò ai principali assalti ai centri del potere zarista nella città di Mosca che seguirono la Rivoluzione d'ottobre, e cadde durante l'attacco al Cremlino. Fu sepolta presso la necropoli delle mura del Cremlino durante la cerimonia solenne del 10 novembre 1917, quando il cimitero fu inaugurato con la tumulazione dei caduti nei combattimenti che avevano portato all'instaurazione del potere sovietico a Mosca.